# Soissons-sur-Nacey
Soissons-sur-Nacey é uma comuna francesa na região administrativa da Borgonha-Franco-Condado, no departamento de Côte-d'Or. Estende-se por uma área de 7,71 km². Em 2010 a comuna tinha 368 habitantes (densidade: 47,7 hab./km²).